# Fëdor Aleksandrovič Ocep
Fёdor Aleksandrovič Ocep (in cirillico: Фёдор Александрович Оцеп; Mosca, 9 febbraio 1895 – Los Angeles, 20 luglio 1949) è stato un regista e sceneggiatore russo.

## Biografia
Attivo nel cinema fin dal 1916, fu assistente alla regia di Boris Barnet nel 1926 nel film Miss Mend, prima di esordire due anni più tardi con La terra prigioniera (1928), film che diede notorietà all'attrice Anna Sten.
Dal 1929 lavorò prevalentemente all'estero, soprattutto in Germania, Francia, Canada e negli Stati Uniti, dove morì nel 1949. Girò anche un film a Cinecittà, La principessa Tarakanova (1936), in doppia versione italo-francese.

## Filmografia parziale
- Miss Mend[1] (1926)
- La terra prigioniera (Zemlja v plenu) (1928)
- Il cadavere vivente (Živoj trup) (1929)
- I fratelli Karamazov (Les Frères Karamazoff) (1931)
- Il delitto Karamazov (Der Mörder Dimitri Karamasoff) (1931)
- Großstadtnacht (1932)
- Miraggi di Parigi (Mirages de Paris) (1932)
- Amok (1934)
- Il demone del giuoco (La Dame de pique) (1937)
- La principessa Tarakanova, co-regia di Mario Soldati (1938)
- Allarme a Gibilterra (Gibraltar) (1938)
- Maddalena, zero in condotta (Cero en conducta) (1945)
- Il passato è sempre presente (La Forteresse / Whispering City) (1947)